# ブロニャトゥーロ
ブロニャトゥーロ（イタリア語: Brognaturo）は、イタリア共和国カラブリア州ヴィボ・ヴァレンツィア県にある、人口約700人の基礎自治体（コムーネ）。

## 地理

### 位置・広がり

#### 隣接コムーネ
隣接するコムーネは以下の通り。括弧内のCZはカタンザーロ県、RCはレッジョ・カラブリア県所属を示す。
- バドラート (CZ)
- カルディナーレ (CZ)
- グアルダヴァッレ (CZ)
- サン・ソステネ (CZ)
- サンタ・カテリーナ・デッロ・イオーニオ (CZ)
- シンバーリオ
- スパードラ
- スティーロ (RC)